# Маска (фильм, 1994)
«Маска» (англ. The Mask) — американская супергеройская кинокомедия 1994 года режиссёра Чака Рассела, снятая по мотивам одноимённой серии комиксов издательства Dark Horse Comics. Главные роли исполнили Джим Керри, Питер Грин, Эми Ясбек и Питер Ригерт, также фильм является дебютным для Кэмерон Диас. Сюжет фильма повествует о Стэнли Ипкиссе, невезучем работнике банка, который находит волшебную маску, с помощью которой превращается в зеленолицего супергероя.
Съёмки начались 30 августа 1993 года и завершились в октябре того же года. Фильм принадлежит «Warner Bros» и был выпущен в прокат 29 июля 1994 года компанией New Line Cinema, получил положительные отзывы критиков и стал коммерчески успешным, собрав 120 миллионов долларов в прокате США и Канады, при бюджете в 23 миллиона долларов. Фильм зарекомендовал Джима Керри как одного из лучших комедийных актёров 1990-х и принёс известность начинающей актрисе Кэмерон Диас. Керри был номинирован на «Золотой глобус». За визуальные эффекты фильм номинировался на премию «Оскар», но проиграл картине «Форрест Гамп». Съёмки проходили в Лос-Анджелесе.
Слоганы: «Из грязи в князи». «Стэнли Ипкис не тот человек, что был раньше».

## Сюжет
Действие фильма разворачивается в вымышленном американском городе Эдж-Сити (англ. Edge-City, буквально — Город-на-Краю) в начале 1990-х годов. При укладке труб в гавани один из рабочих находит на дне моря сундук, но когда он его открывает, на него падают сорвавшиеся с крана трубы. Из сундука выплывает зелёная маска.
Стэнли Ипкисс (Джим Керри) — мелкий банковский служащий, живущий в маленькой квартирке. Его постоянно все унижают: начальник, домовладелица и даже механики в автосервисе, временно одолжившие ему свой старый разваливающийся автомобиль, пока его Honda Civic находится у них на ремонте. Он энергичен, добр и обладает чувством юмора, однако при этом скромен и деликатен, что делает его одновременно и «хорошим парнем», и неудачником, находящим утешение только в просмотре мультфильмов. Его единственные друзья — джек-рассел-терьер Майло и коллега Чарли.
Бандит Дориан Тайрелл (Питер Грин) заправляет элитным ночным клубом «Коко Бонго». Желая занять место главы городской мафии, он вынашивает планы убийства нынешнего главаря, криминального авторитета Нико. С целью подготовки крупного ограбления, которое поможет ему совершить «переворот», Тайрелл подсылает свою подружку — певицу Кристину (Тину) Карлайл (Кэмерон Диас) — в банк, где работает Ипкисс. Кристина должна снять помещение банка скрытой камерой, спрятанной в дамской сумочке. Она знакомится со Стэнли, и между ними возникает симпатия. Желая увидеть Тину ещё раз, Стэнли идёт в «Коко-Бонго» вместе с Чарли, но из-за нелепой случайности ему не удаётся попасть в клуб, вдобавок охрана швыряет его в лужу грязи, чем выставляет перед Тиной в совершенно неприглядном свете, и Стэнли, окончательно упав духом, уезжает.
По дороге домой Ипкисс проезжает мимо городской гавани. Приняв плывущую кучу мусора за утопающего, Стэнли бросается в воду и находит странную деревянную маску. Вернувшись домой и надев её, он превращается в зеленоголового трикстера. Выясняется, что маска наделяет своего обладателя магическими способностями, а также живучестью и неуязвимостью, как у мультяшного героя. С их помощью Стэнли пугает свою сварливую домовладелицу, стреляет из автомата по уличным хулиганам, попытавшимся его ограбить, а затем злобно шутит над автомеханиками, мстя за автомобиль, развалившийся на запчасти по дороге домой.
На следующее утро к Ипкису домой заявляется лейтенант полиции Кэллоуей (Питер Ригерт), а на работу — газетный репортёр Пэгги Брандт (Эми Ясбек), с вопросами по поводу ночных выходок Маски как к клиенту автомехаников. Стэнли в ужасе — он был уверен, что ночные приключения ему просто приснились. Он выбрасывает маску в форточку, но та возвращается. Будучи уверенным, что скромный клерк вроде него точно не привлечёт внимание звезды кабаре, Стэнли решает рискнуть — ему позарез нужны деньги на вход в «Коко Бонго», где выступает Тина.
Бандиты Тайрелла приступают к ограблению банка, но Маска ловко опережает их и присваивает деньги себе. В ходе перестрелки с подоспевшей полицией один из бандитов получает смертельное ранение. Маска, прибыв в клуб, сорит деньгами, танцует с Тиной под песню «Hey Pachuco» свинг-бэнда Royal Crown Revue, а затем целует её. Тем временем Тайреллу докладывают, что именно Маска сорвал ограбление банка. Разъярённый Дориан приказывает сообщникам убить Маску, но тот после нескольких насмешек убегает. Прибывший на место перестрелки Кэллоуей задерживает Тайрелла по подозрению в ограблении банка и находит на полу клуба клочок пижамы Стэнли, в который превратился кусок галстука Маски, отстреленный Орландо, одним из бандитов.
Проснувшись, Ипкисс замечает в своём шкафу мешки с деньгами и старается спрятать их. Кэллоуей приезжает к нему и требует объяснений по поводу куска пижамы. Ипкисс понимает, что маска начинает понемногу менять его самого, превращая из забитого тихони в уверенную в себе личность: в ответ на замечание начальника по поводу опоздания он даёт жёсткую отповедь, пригрозив ему налоговой проверкой. Чарли, восхищённый поступком друга, предлагает ему снова попытать счастья на благотворительном балу в «Коко-Бонго». В этот момент в банк приходит Тина и говорит о своём восхищении по поводу Маски. Стэнли говорит, что это его старый товарищ по колледжу, которого он учил танцам. Они решают назначить им встречу в Лэндфилл-Парке на закате.
От доктора Артура Ньюмена, психолога и эксперта по маскам, Стэнли узнаёт, что его находка изображает Локи, скандинавского бога хитрости и озорства, но так как этот Локи — ночной бог, то, видимо, маска активна только ночью. Несмотря на то, что его разыскивают и полиция, и бандиты, герой идёт на свидание, на котором немного пугает Тину своими выходками в образе Маски. Однако их обнаруживает детектив Кэллоуэй с сотрудниками. Стэнли удаётся скрыться и снять маску, предварительно заставив полицейских танцевать румбу. Увидевшая это Пэгги помогает ему уйти от преследования, но затем передаёт его в руки Тайрелла за вознаграждение. Тайрелл надевает маску и становится демоническим троллеподобным существом, после чего его банда забирает деньги из шкафа Ипкисса и сдаёт его в руки Кэллоуею. Стэнли помещают под стражу, а Майло успевает выскочить из дома.
Кристина навещает Ипкисса в тюрьме, и он убеждает её бежать из города. Перед прощанием Тина говорит, что считала его Маской с момента их встречи в ночном клубе. Она пытается поступить так, как ей сказал Стэнли, но попадает в руки Тайрелла. Он везёт её в «Коко-Бонго» на благотворительный бал, устроенный Нико для городской элиты. Надев маску, Тайрелл врывается в клуб, убивает Нико и устанавливает динамитную шашку у ног Тины, привязав её к одной из пальм.
Майло помогает Стэнли достать ключи от тюремной камеры. На выходе Ипкисс попадается на глаза Кэллоуэю и, угрожая отнятым у надзирателя револьвером, вынуждает лейтенанта вывести его из участка и отвезти в клуб. После этого он приказывает Кэллоуэю вызвать подкрепление, а сам тайком проникает в клуб, где попадает в руки бандитов. Тина убеждает Тайрелла снять маску для прощального поцелуя и выбивает её ударом ноги. Майло в прыжке перехватывает маску, надевает на себя и превращается в мультяшного питбультерьера с огромными зубами. Пока пёс отвлекает на себя бандитов, Стэнли дерётся с Тайреллом и побеждает.
Наконец, Ипкисс в последний раз надевает маску и предстаёт в образе гангстера. Он проглатывает бомбу, а затем, превратив декоративный фонтан в гигантский унитаз, смывает Тайрелла в канализацию. Банду Тайрелла арестовывает полиция. Мэр города, будучи очевидцем событий в клубе, ошибочно делает вывод, что Тайрелл был Маской с самого начала, и приказывает Кэллоуэю снять со Стэнли все обвинения.
Стэнли решает избавиться от Маски и быть самим собой, а Тина остаётся с ним. Хитрый Чарли пытается присвоить маску себе и ныряет за ней в море, но Майло его опережает.

## В ролях
| Актёр            | Роль                                                     |
| ---------------- | -------------------------------------------------------- |
| Джим Керри       | Стэнли Ипкис / Маска                                     |
| Кэмерон Диас     | Кристина Карлайл                                         |
| Макс             | пёс Майло                                                |
| Питер Ригерт     | лейтенант Митч Кэлловей                                  |
| Питер Грин       | Дориан Тайрелл                                           |
| Эми Ясбек        | журналистка Пэгги Брандт                                 |
| Ричард Джени     | Чарли Шумахер (друг и коллега Стэнли)                    |
| Бен Штейн        | доктор Артур Ньюмен                                      |
| Нэнси Фиш        | миссис Пинмэн (пожилая соседка и домовладелица Стэнли)   |
| Орестес Матасена | Нико (босс мафии Эдж Сити и владелец клуба «Коко Бонго») |
| Джим Доугхан     | детектив Дойл (напарник Кэлловея)                        |
| Айвори Оушн      | Тилтон (мэр города)                                      |
| Тим Бэгли        | Ирв Рипли (автомеханик)                                  |

## Саундтрек

### Оригинальный саундтрек
Список композиций
1. «Cuban Pete» (C & C Pop Radio Edit) — Джим Керри
2. «You Would Be My Baby» — Ванесса Уильямс
3. «Who’s That Man» — Xscape
4. «This Business of Love» — Domino
5. «Bounce Around» — Tony! Toni! Toné!
6. «(I Could Only) Whisper Your Name» — Гарри Конник-младший
7. «Hi De Ho» — K7
8. «Let the Good Times Roll» — Fishbone
9. «Straight Up» — The Brian Setzer Orchestra
10. «Hey! Pachuco!» — Royal Crown Revue
11. «Gee Baby, Ain’t I Good To You» — Сьюзан Бойд
12. «Cuban Pete» (Arkin Movie Mix) — Джим Керри

### Оркестровый саундтрек
Оркестровый саундтрек к «Маске» был выпущен вскоре после релиза оригинального саундтрека. Музыку написал и дирижировал Рэнди Эдельман. Исполняет Irish Film Orchestra.
Список композиций
1. Opening — The Origin Of The Mask
2. Tina
3. Carnival
4. Transformation
5. Tango In The Park
6. Lovebirds
7. Out Of The Line Of Fire
8. A Dark Night
9. The Man Behind The Mask (Маска танцует с Тиной в клубе)
10. Dorian Gets A New Face
11. Looking For A Way Out
12. The Search
13. Forked Tongue
14. Milo To The Rescue
15. The Mask Is Back
16. Finale

## Номинации
| Награда          | Дата церемонии | Категория                                | Номинант                                               | Результат |
| ---------------- | -------------- | ---------------------------------------- | ------------------------------------------------------ | --------- |
| Золотой глобус   | 21 января 1995 | Лучшая мужская роль (комедия или мюзикл) | Джим Керри                                             | Номинация |
| BAFTA            | 1995           | Лучшие визуальные эффекты                | Скотт Сквайерс, Стив Уильямс, Том Бертино, Джон Фарха  | Номинация |
| BAFTA            | 1995           | Лучший грим                              | Грег Кэнном, Шерил Ли Птэк                             | Номинация |
| BAFTA            | 1995           | Лучшая работа художника-постановщика     | Крэйг Стернс                                           | Номинация |
| Оскар            | 27 марта 1995  | Лучшие визуальные эффекты                | Скотт Сквайрс, Стив Уильямс, Том Бертино и Джон Фархат | Номинация |
| MTV Movie Awards | 10 июня 1995   | Самая желанная женщина                   | Камерон Диас                                           | Номинация |
| MTV Movie Awards | 10 июня 1995   | Прорыв года                              | Камерон Диас                                           | Номинация |
| MTV Movie Awards | 10 июня 1995   | Лучшая комедийная роль                   | Джим Керри                                             | Номинация |
| MTV Movie Awards | 10 июня 1995   | Лучший танец                             | Джим Керри и Камерон Диас                              | Номинация |
| Сатурн           | 26 июня 1995   | Лучший фильм-фэнтези                     | —                                                      | Номинация |
| Сатурн           | 26 июня 1995   | Лучшие костюмы                           | Ха Нгуен                                               | Номинация |
| Сатурн           | 26 июня 1995   | Лучший грим                              | Грег Кэнном                                            | Номинация |